# Parques nacionales de Canadá
El Sistema de Parques Nacionales de Canadá, en diciembre de 2015, comprende 50 unidades o zonas protegidas, incluidos 38 parques nacionales, 8 reservas parques nacionales («National Park Reserves»), tres áreas marinas nacionales de conservación («National Marine Conservation Areas», o NMCA) y un monumento nacional («Nacional Landmark»). El sistema incluye además 157 sitios históricos de Canadá («National Historic Sites of Canada»), que, al igual que los parques, son administrados por el servicio Parques de Canadá («Parks Canada»).
El objetivo del servicio de parques nacionales es la creación de un sistema de áreas protegidas que representen todas las diferentes regiones naturales del país. Parques de Canadá ha elaborado un plan de identificación de 39 regiones diferentes que aspira a representar y a principios de 2005, contaba con más del 60% de esas regiones. Los parques son administrados con el objetivo, primero, de proteger la integridad ecológica del parque, y en segundo lugar, permitir al público explorar, conocer y disfrutar de los espacios naturales de Canadá.
Los parques denominados «Reserva Parque Nacional» son áreas destinadas a convertirse en parques nacionales una vez que las cuestiones pendientes sobre la liquidación de las reclamaciones de tierras nativas se hayan resuelto. Hasta entonces, se gestionan como cuasi-parques nacionales en virtud de la ley de Parques nacionales.
Las áreas marinas nacionales de conservación (National Marine Conservation Areas, NMCAs) son una figura relativamente nueva añadida al sistema de parques. Estas áreas tienen un mandato diferente que sus homólogas terrestres: están diseñadas para su utilización sostenible, a pesar de que por lo general también tienen áreas destinadas a proteger la integridad ecológica. Las tres áreas NMCA se encuentran en Ontario (Parque nacional marino Fathom Five y Área marina nacional de conservación del Lago Superior) y en Quebec (Parque nacional marino Saguenay-Saint-Laurent).
En el sistema nacional de parques de Canadá están protegidos un total de 303 571 km², casi el 3.0% del total terrestre del país. 

## Historia
- 1885 - Se creó en Canadá el primer parque nacional que fue el parque nacional Banff. Originalmente este parque se llamaba «Parque Nacional de las Montañas Rocosas».
- 1908-1912 - Se crean cuatro parques nacionales en Alberta y Saskatchewan con un fin similar a los refugios de vida silvestre. Todos serían abolidos en 1947 una vez que sus objetivos se hubieran logrado.
- 1911 - Se crea el primer Servicio Nacional de Parques («Dominion Parks Branch»), que dependía del Departamento de Interior.
- 1930 - El Parlamento de Canadá aprobó la primera «Ley de Parques Nacionales» («National Parks Act»), al objeto de velar por el respeto de los parques nacionales. Se hace la transferencia de recursos del acuerdo firmado.
- 1979 - La política de parques nacionales se revisa al objeto de que la preservación de la integridad ecológica sea la prioridad de Parques de Canadá («Parks Canada»), y que finalizó con el llamado doble mandato de los usos recreativos.
- 1984 - El primer parque nacional que se estableció con un acuerdo de reivindicación de tierras.
- 1988 - La modificación de la ley de Parques nacionales formaliza el principio de la integridad ecológica en el sistema de parques.
- 1989 - Se lanzó la campaña «Endangered Spaces», organizada por «Parques de Canadá y Sociedad Vida Salvaje» («Canadian Parks and Wilderness Society») y el Fondo Mundial para la Naturaleza de Canadá («World Wildlife Fund of Canada») con el objeto de fomentar la terminación del sistema de parques nacionales. El objetivo de la campaña era hacer que los parques y las áreas protegidas canadienses representasen cada una de las aproximadamente 350 regiones naturales del país.

El sombreado tiene el siguiente significado:
| º      |      |             | |                                    |            |
| ------ | ---- | ----------- | --- | ---------------------------------- | ---------- |
| Imagen | n.º  | Declaración | Denominación | Provincia o territorio             | Área (km²) |
|        | 01   | 1885        | Parque nacional Banff · ( Patrimonio de la Humanidad (parte de «Parque de las Montañas Rocosas Canadienses») (1984, 1990)                                        | Alberta                            | 6641       |
|        | 02   | 1886        | Parque nacional Glacier | Columbia Británica                 | 1349       |
|        | 03   | 1886        | Parque nacional Yoho · ( Patrimonio de la Humanidad (parte de «Parque de las Montañas Rocosas Canadienses») (1984, 1990)                                         | Columbia Británica                 | 1313       |
|        | 04   | 1895        | Parque nacional Waterton Lakes · ( Patrimonio de la Humanidad (parte de «Parque internacional de la Paz Waterton-Glacier») (1995)                                | Alberta · Montana (USA)            | 505        |
|        | 05   | 1904        | Parque nacional St. Lawrence Islands (Thousand Islands) (primer parque nacional en el Este)                                                                      | Ontario                            | 9          |
|        | 06   | 1907        | Parque nacional Jasper · ( Patrimonio de la Humanidad (parte de «Parque de las Montañas Rocosas Canadienses») (1984, 1990)                                       | Alberta                            | 10 878     |
|        | 07   | 1913        | Parque nacional Elk Island | Alberta                            | 194        |
|        | 08   | 1914        | Parque nacional Mount Revelstoke | Columbia Británica                 | 260        |
|        | 09   | 1918        | Parque nacional Point Pelee | Ontario                            | 15         |
|        | 10   | 1920        | Parque nacional Kootenay · ( Patrimonio de la Humanidad (parte de «Parque de las Montañas Rocosas Canadienses») (1984, 1990)                                     | Columbia Británica                 | 1406       |
|        | 11   | 1922        | Parque nacional del Búfalo de los Bosques · ( Patrimonio de la Humanidad (con el nombre de «Parque nacional del Búfalo de los Bosques») (1983)                   | Alberta · Territorios del Noroeste | 44 807     |
|        | 12   | 1927        | Parque nacional Prince Albert | Saskatchewan                       | 3874       |
|        | 13   | 1929        | Parque nacional Georgian Bay Islands | Ontario                            | 13         |
|        | 14   | 1933        | Parque nacional Riding Mountain (Designado Reserva de la Biosfera de la Unesco en 1986)                                                                          | Manitoba                           | 2973       |
|        | 15   | 1936        | Parque nacional Cape Breton Highlands | Nueva Escocia                      | 949        |
|        | 16   | 1937        | Parque nacional Isla del Príncipe Eduardo | Isla del Príncipe Eduardo          | 22         |
|        | 17   | 1948        | Parque nacional Fundy | Nuevo Brunswick                    | 206        |
|        | 18   | 1957        | Parque nacional Terra Nova | Terranova y Labrador               | 400        |
|        | 19   | 1968        | Parque nacional Kejimkujik | Nueva Escocia                      | 404        |
|        | 20   | 1969        | Parque nacional Kouchibouguac | Nuevo Brunswick                    | 239        |
|        | 21   | 1970        | Parque nacional Forillon | Quebec                             | 244        |
|        | R1   | 1970        | Parque nacional de la Cuenca del Pacífico | Columbia Británica                 | 511        |
|        | 22   | 1970        | Parque nacional La Mauricie | Quebec                             | 536        |
|        | 23   | 1973        | Parque nacional Gros Morne · ( Patrimonio de la Humanidad (con el nombre de «Parque nacional Gros Morne») (1987))                                                | Terranova y Labrador               | 1805       |
|        | 24   | 1976 (1972) | Parque nacional Kluane · ( Patrimonio de la Humanidad (parte de «Kluane / Wrangell-St. Elias / Bahía de los Glaciares / Tatshenshini-Alsek») (1979, 1992, 1994)) | Yukón                              | 22 013     |
|        | R2   | 1976        | Reserva parque nacional Nahanni · ( Patrimonio de la Humanidad (con el nombre de «Parque nacional Nahanni») (1987))                                              | Territorios del Noroeste           | 4766       |
|        | 25   | 1978        | Parque nacional Pukaskwa | Ontario                            | 1878       |
|        | 26   | 1981        | Parque nacional Grasslands | Saskatchewan                       | 907        |
|        | 27   | 1984        | Parque nacional Ivvavik | Yukón                              | 10 168     |
|        | L1   | 1984        | Monumento Nacional Pingo | Territorios del Noroeste           | 16         |
|        | R3   | 1984        | Reserva parque nacional Mingan Archipelago | Quebec                             | 151        |
|        | 28   | 1987        | Parque nacional Bruce Peninsula | Ontario                            | 154        |
|        | ACM1 | 1987        | Parque nacional marino Fathom Five («Cinco Brazas») | Ontario                            | 112        |
|        | R4   | 1988        | Reserva parque nacional Gwaii Haanas y Sitio Patrimonial Haida · (incluye Patrimonio de la Humanidad (con el nombre de «SGang Gwaay Llanagaay») (1981)           | Columbia Británica                 | 1495       |
|        | 29   | 1992        | Parque nacional Aulavik | Territorios del Noroeste           | 12 200     |
|        | 30   | 1995        | Parque nacional Vuntut | Yukón                              | 4345       |
|        | 31   | 1996        | Parque nacional Wapusk | Manitoba                           | 11 475     |
|        | 32   | 1996        | Parque nacional Tuktut Nogait | Territorios del Noroeste           | 16 340     |
|        | 33   | 2000        | Parque nacional Auyuittuq | Nunavut                            | 21 471     |
|        | 34   | 2000        | Parque nacional Quttinirpaaq | Nunavut                            | 37 775     |
|        | 35   | 2000        | Parque nacional Sirmilik | Nunavut                            | 22 200     |
|        | 36   | 2003        | Parque nacional Ukkusiksalik | Nunavut                            | 20 500     |
|        | ACM3 | 2003        | Parque nacional marino Saguenay-Saint-Laurent | Quebec                             | 1138       |
|        | R5   | 2003        | Reserva parque nacional Gulf Islands | Columbia Británica                 | 33         |
|        | ACM4 | 2007        | Área marina nacional de conservación del Lago Superior | Ontario                            | 10 000     |
|        | 37   | 2008 (2005) | Parque nacional Torngat Mountains (primero Reserva parque nacional Torngat Mountains, desde 2005)                                                                | Terranova y Labrador               | 9600       |
|        | R7   | 2013        | Reserva parque nacional Isla Sable | Nueva Escocia                      | 34         |
|        | R8   | 2014        | Reserva parque nacional Naats'ihch'oh (Reserva) | Territorios del Noroeste           | 4850       |
|        | 38   | 2015        | Parque nacional Qausuittuq | Nunavut                            | 11 000     |

## Futuros parques nacionales propuestos
|  |  |  | Nombre                                             | Localización             | Área   |
|  |  |  | Thaydene Nene National Park                        | Territorios del Noroeste | 33 000 |
|  |  |  | Akami–uapishku-KakKasuak-Mealy Mountains (Reserva) | Terranova y Labrador     | 10 700 |
|  |  |  | Rouge National Urban Park                          | Ontario                  | 47     |

## Parques nacionales abolidos
| Establecido | Abolido |  | Nombre                   | Localización |
| 1909        | 1947    |  | Buffalo National Park    | Alberta      |
| 1914        | 1947    |  | Nemiskam National Park   | Alberta      |
| 1922        | 1930    |  | Menissawok National Park | Saskatchewan |
| 1922        | 1938    |  | Wawaskesy National Park  | Alberta      |
| 1922        | 1938    |  | Algonquin National Park  | Alberta      |